# Prillieuxina winteriana
Prillieuxina winteriana är en svampart som först beskrevs av Pazschke, och fick sitt nu gällande namn av G. Arnaud 1918. Prillieuxina winteriana ingår i släktet Prillieuxina och familjen Asterinaceae.   Inga underarter finns listade i Catalogue of Life.